# بيلي كروس
بيلي كروس (بالإنجليزية: Billy Cross)‏ هو لاعب كرة القدم الكندية أمريكي، ولد في 3 مايو 1929 في مقاطعة براون في الولايات المتحدة، وتوفي في 5 يوليو 2013 في كنديان في الولايات المتحدة.

## وصلات خارجية
- بيلي كروس على موقع مرجع كرة القدم المحترفة.كوم (الإنجليزية)